# Christel Wiinblad
Christel Wiinblad (født 1980 i Svendborg) er en dansk digter og forfatter, uddannet fra Københavns Universitet og Forfatterskolen i 2008.
Wiinblads første bog er en samling kærlige portrætter af dels venner, familiemedlemmer og kolleger, dels medieikoner. Hendes anden bog er en poetisk undersøgelse af et selvmordsforsøg, som hendes lillebror foretog i 2006.
Den poetiske roman Prolog handler om den type omverdenserkendelse, der etablerer sig hos en pige, som bliver misbrugt psykisk, fysisk og verbalt af en tyrannisk far. Den er den første i en serie på tre romaner: Prolog (2011), Ingen åbner (2012) og De elskende (2014). Derudover er udkommet Det ligner en sorg, sorgdigte (2012) og Sommerlys (2013), som modtog Morten Nielsens Mindelegat.

## Udgivelser
- 49 forelskelser, Athene, 2008 (digte)
- Min lillebror – En morgen i himlen, i hvert fald i det grønne.. Udkommet som den første af en serie på ti digtsamlinger under titlen 'Knuth Beckers Håndtryk'. Forlaget Hjørring, 2008 (digte)
- Prolog, Gyldendal, 2011 (roman)
- Ingen åbner, Gyldendal, 21. maj 2012 (roman)
- Sommerlys, Kronstork, 2013 (digte)

## Teater
"De kaldte hende Crazy Daisy", BaggårdTeatret. Iscenesat af Heinrich Christensen med tekster af Christel Wiinblad, Ritt Bjerregaard, Lone Kühlmann m.fl.

## TV
"Den 11. time" interview og oplæsning med Mikael Bertelsen.
"Smagsdommerne" (103), paneldeltager, DR K.